# IS-5 Kaczka
IS-5 Kaczka – polski, jednomiejscowy, szybowiec doświadczalny w układzie konstrukcyjnym kaczka skonstruowany w Szybowcowym Zakładzie Doświadczalnym.

## Historia
Szybowiec skonstruowany został na potrzeby doświadczalne przez inż. Tadeusza Kostię i inż. Irenę Kaniewską w celu przeprowadzania lotów eksperymentalnych służących rozpracowaniu układu kaczki. Szybowiec z numerem rejestracyjnym SP-821 oblatany został w marcu 1949 przez inż. Piotra Mynarskiego. Prace eksperymentalne nad Kaczką zostały wstrzymane w 1951 r. Po sześciu latach powrócono do prac doświadczalnych. Latający Kaczką piloci chwalili układ lotny szybowca wysoko oceniając właściwości lotne prototypu. Postulowali wprowadzenie możliwości regulacji położenia pedałów sterowych oraz wprowadzenie skutecznych hamulców aerodynamicznych.
Prototyp był prezentowany na Święcie Lotnictwa w Warszawie (wrzesień 1949 r.), na Wystawie Lotniczej we Wrocławiu (1959 r.) oraz na Wystawie Lotniczej w Łodzi (1960 r.).
Jedyny istniejący egzemplarz został zniszczony w 1961 r. na skutek pożaru hangaru w Aeroklubie Łódzkim.

## Konstrukcja
Kadłub skorupowy, drewniany, rozchylany z tyłu, przy czym rozchylana część tylna służyła jako hamulec aerodynamiczny. Kabina zamknięta z limuzyną zdejmowaną całkowicie. Pedały sterowe, siodełko i oparcie nieregulowane.
Skrzydło o obrysie trapezowym, jednodźwigarowe. Płyty brzegowe o konstrukcji drewnianej, profil G-723. Na końcu skrzydeł lotki różnicowe  obciążone aerodynamicznie. 
Usterzenie o konstrukcji drewnianej, dwudźwigarowowej o profilu G-549.
Podwozie w postaci płozy drewnianej, biegnącej pod całym kadłubem, amortyzowanej dętką gumową
W trakcie prac nad Kaczką testowano 5 wariantów konstrukcyjnych szybowca:
- wariant I – podstawowy,
- wariant II – zwiększona powierzchnia steru wysokości, zwiększona powierzchnia płyt brzegowych, zwiększone o 8° wychylenie lotek w górę, zmienione położenie środka ciężkości,
- wariant III – ster wysokości z wariantu I, płyty brzegowe z wariantu II, posiadał możliwość zmiany położenia środka ciężkości (poprzez przesuwanie 15-to kilogramowego ciężarka na gwintowanym pręcie),
- wariant IV – powierzchnia sterów i płyt brzegowych jak w wariancie I, ciężarek z wariantu III, wychylenie lotek jak w wariancie I,
- wariant V – konfiguracja z wariantu II z dodanymi slotami.